# Episodi de I dinosauri (quarta stagione)
Negli USA la quarta stagione è stata trasmessa dal 1º giugno 1994 al 19 ottobre 1994 sul canale ABC, mentre in Italia nel 1995 trasmesso dalla Rai. Dall'episodio 59 (8) all'episodio 65 (14) sono anche in syndication.
| nº      | Titolo inglese               | Titolo italiano                       | Prima Tv USA      | Prima Tv Italia |
| ------- | ---------------------------- | ------------------------------------- | ----------------- | --------------- |
| 52 (1)  | Monster Under the Bed        | Il mostro sotto il letto              | 1 giugno 1994     |                 |
| 53 (2)  | Earl, Don't Be a Hero        | Earl, non fare l'eroe                 | 8 giugno 1994     |                 |
| 54 (3)  | The Greatest Story Ever Sold | La più grande frottola mai raccontata | 22 giugno 1994    |                 |
| 55 (4)  | Driving Miss Ethyl           | A spasso con Ethyl                    | 29 giugno 1994    |                 |
| 56 (5)  | Earl's Big Jackpot           | Earl fa il botto                      | 6 luglio 1994     |                 |
| 57 (6)  | The Terrible Twos            | Due e non dimostrarli                 | 13 luglio 1994    |                 |
| 58 (7)  | Changing Nature              | La natura cambia                      | 20 luglio 1994    |                 |
| 59 (8)  | Scent of a Reptile           | Profumo di rettile                    | 7 settembre 1994  |                 |
| 60 (9)  | Earl & Pearl                 | Earl e Pearl                          | 14 settembre 1994 |                 |
| 61 (10) | Life in the Faust Lane       | Il patto col diavolo                  | 21 settembre 1994 |                 |
| 62 (11) | Variations on a Theme Park   | Variazioni sul parco a tema           | 28 settembre 1994 |                 |
| 63 (12) | Working Girl                 | Ragazza lavoratrice                   | 5 ottobre 1994    |                 |
| 64 (13) | Into the Woods               | Nel bosco                             | 12 ottobre 1994   |                 |
| 65 (14) | Georgie Must Die             | Georgie deve morire                   | 19 ottobre 1994   |                 |